# تشارلز والتون
تشارلز والتون (بالإنجليزية: Charles Walton)‏ هو مهندس ومخترِع أمريكي، ولد في 1921، وتوفي في 6 نوفمبر 2011.